# Article 15 de la Convention européenne des droits de l'homme
L'article 15 de la Convention européenne des droits de l'homme traite des circonstances exceptionnelles permettant éventuellement aux États contractants de déroger aux obligations de la Convention.

## Texte
Dérogation en cas d’état d’urgence
1. En cas de guerre ou en cas d'autre danger public menaçant la vie de la nation, toute Haute Partie contractante peut prendre des mesures dérogeant aux obligations prévues par la présente Convention, dans la stricte mesure où la situation l’exige et à la condition que ces mesures ne soient pas en contradiction avec les autres obligations découlant du droit international.
2. La disposition précédente n’autorise aucune dérogation à l'article 2, sauf pour le cas de décès résultant d’actes licites de guerre, et aux articles 3, 4 (paragraphe 1) et 7.
3. Toute Haute Partie contractante qui exerce ce droit de dérogation tient le Secrétaire général du Conseil de l’Europe pleinement informé des mesures prises et des motifs qui les ont inspirées. Elle doit également informer le Secrétaire général du Conseil de l’Europe de la date à laquelle ces mesures ont cessé d’être en vigueur et les dispositions de la Convention reçoivent de nouveau pleine application.
— Article 15 de la Convention européenne des droits de l'homme

## Principe
La Convention admet ainsi que dans des circonstances exceptionnelles, un régime d'exception susceptible de violer certains droits de la convention puisse être mis en place. Sur les actes pris sur le fondement de ce régime, un contrôle n'est pas exclu. Tout d'abord les Etats ne sauraient ingérer dans certains droits tels que l'interdiction de la torture et des traitements inhumains ou dégradants. Ensuite, s'agissant des autres actes, le contrôle de la CEDH n'est pas exclu, mais sera différencié: d'une part en laissant une marge de manœuvre plus grande; d'autre part en prenant en considération les circonstances exceptionnelles justifiant le recours à ce régime d'exception.

## Applications
À la suite des attentats du 13 novembre 2015, après la déclaration de l'état d'urgence, la France a notifié au Conseil de l'Europe qu'elle risquait de déroger à la convention. Cette procédure a été effectuée à nouveau à la suite de chacune des prolongations de l'état d'urgence,. Ces notifications ont pris fin le 1er novembre 2017 après la fin de l'état d'urgence. 

De même, en Turquie, après le coup d'État raté de juillet 2016, le président Erdogan a  annoncé qu'il allait déroger à la Convention.[réf. nécessaire]

## À voir aussi